# Источноамерички кунић
Источноамерички кунић или флоридски кунић (лат. Sylvilagus floridanus, рус. Флоридский кролик), је врста сисара (Mammalia) из рода Sylvilagus породице зечева (Leporidae), која припада реду двозубаца (Lagomorpha).

## Опис
Источноамерички кунић је у поређењу са другим врстама из рода Sylvilagus средње величине. Уши су му дуге, има велике очи, велика задња стопала, кратак и пуфнаста реп. Крзно источноамеричког кунића је риђосмеђе или сивосмеђе са горње стране тела, док је са доње стране тела бело, реп му је такође беле боје и једно је од његових главних обележја. По њему је у енглеском језику назван источни памучнорепи кунић (Eastern cottontail). Источноамерички кунић достиже дужину тела од 36-48 cm, репа од 4-6 cm и ушију од 5-7 cm. Достиже тежину од 800-2.000 g, при чему је просечна тежина коју достиже око 1.200 g. Женке су обично теже. Могуће је да постоји мања разлика у величини и тежини између јединки које живе на северу и оних које живе на југу, при чему се величина и тежина повећава од југа ка северу у складу са Бергмановим правилом. Примерци одраслих јединки који су прикупљени на Флориди и који се налазе у Флоридском Музеју Историје Природе имају просечну тежину од 1.018 g. Док је измерена просечна тежина 346 одраслих јединки из Мичигена била 1.445 g.

## Распрострањеност
Источноамерички кунић насељава ливаде и жбуновите области у источном и југоисточном делу САД, у јужној Канади, источном Мексику, Централној Америци и крајњем северу Јужне Америке. У великом броју живи на америчком Средњем западу, а има га и у Новом Мексику и Аризони, као и деловима западног Мексика. Проширио се на север, након што су први амерички насељеници искрчили шуме. Првобитно га није било у Новој Енглеској, али је тамо пренет и данас представља конкуренцију домаћој врсти новоенглеском кунићу (Sylvilagus transitionalis). Такође је пренет у делове Орегона, Вашингтона и Британске Колумбије. Средином 1960-их, пренет је на Кубу, Јамајку, Кајманска острва, Порто Рико, Доминиканску републику, Барбадос, Бахаме, Хаити, Гренаду, Гваделуп, Сент Крој и у северну Италију, где се брзо намножио и проширио.

## Станиште
Оптимално станиште источноамеричког кунића представљају отворене травнате површине, пропланци и пољане, који обилују травом и зељастим биљем, на којима расту и жбунови, који кунићима представљају заклон. Веома је битно да у станишту источноамеричког кунића постоје добро распоређени жбуњаци, који му представљају заклон, као и отворене травнате површине, где се храни. По правилу источноамерички кунићи су насељени у близини фарми, на пољима, пашњацима, на ивицама шума и предграђима у којима постоји довољно заклона и хране. Такође их има и у мочварама, а обично избегавају густе шуме.